# Historia de la provincia de Santa Fe

Bandera de la Provincia de Santa Fe.

El primer asentamiento europeo data de 1527, en la confluencia de los ríos Paraná y Carcarañá, cuando Sebastián Caboto de paso hacia el norte, fundó el fuerte de Sancti Spíritu, que fuera destruido dos años más tarde por los indígenas.

## Fundación de la ciudad de Santa Fe
Por orden de Martín Suárez de Toledo, gobernador de Asunción, partiendo de esa ciudad, Juan de Garay, en su carácter de Capitán, fundó la ciudad de Santa Fe el 15 de noviembre de 1573. El Acta de Fundación señala que los límites de su jurisdicción eran:

Otrosí: nombro y señalo por Jurisdicción de esta ciudad por la parte del camino del Paraguay hasta el Cabo de los Anegadizos y chicos y por el río abajo camino de Buenos Aires veinticinco leguas más avaxo de Santi Spiritus, y assia la parte de El Tucuman cinquenta leguas á la tierra adentro desde las Barrancas de este Río y de la otra parte del Paraná otras cinquenta.

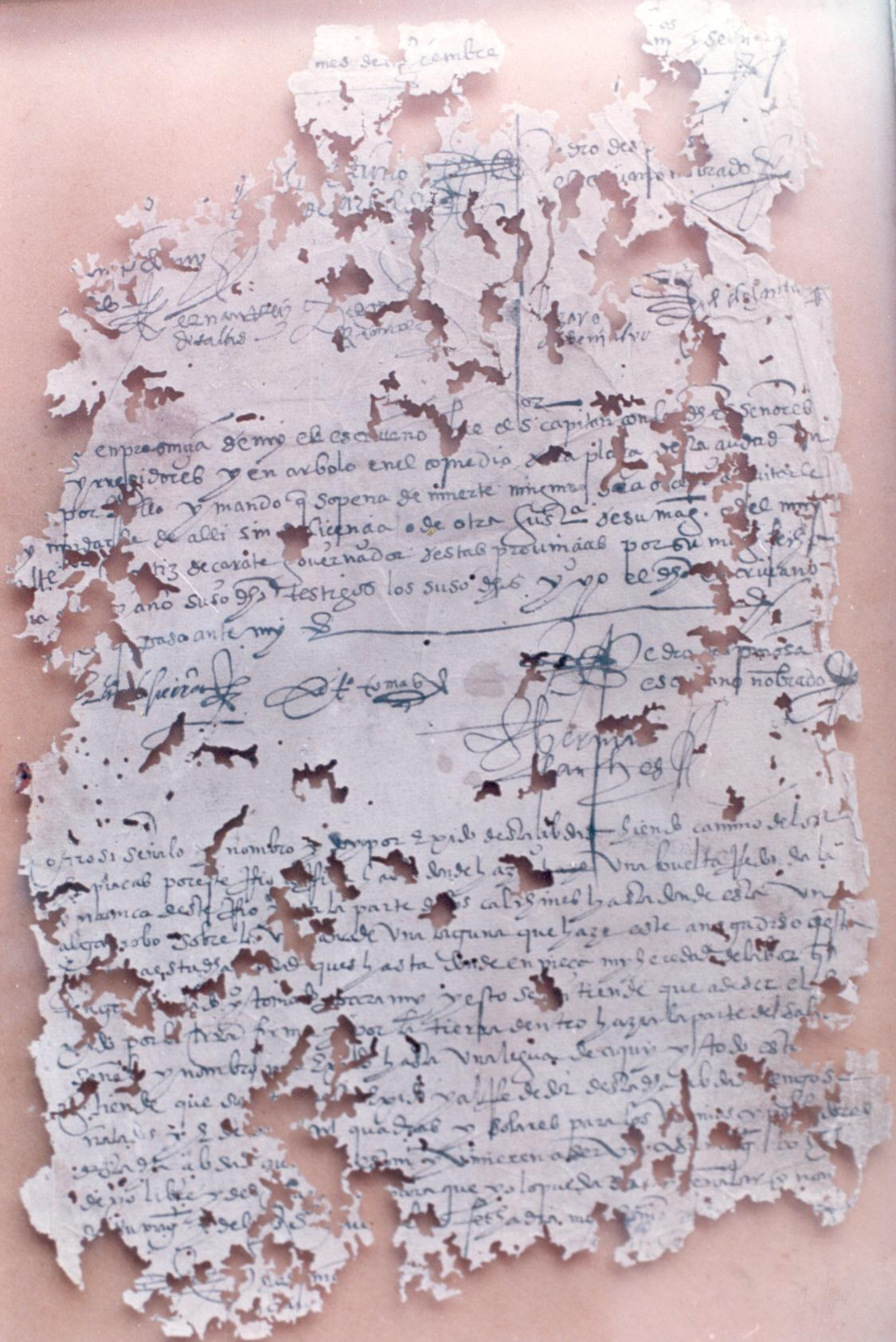
Acta de Fundación de Santa Fe.

De acuerdo al acta, los límites originales llegaban por el norte hasta cerca del arroyo del Rey, por el sur hasta el Pago de los Arroyos (al sur del después del arroyo del Medio), al este hasta el río Corriente y al oeste hasta el Pozo Redondo.
Garay fue el primer teniente de gobernador de Santa Fe, quedando el territorio instituido como Tenencia de Gobierno de Santa Fe. Los primeros alcaldes del cabildo fueron Juan de Espinosa y Horduño de Arbillo.
Un acta de Cabildo de Santa Fe con fecha 26 de abril de 1588, precisó los límites de su jurisdicción, señalando que con Corrientes la separaba el remate de los anegadizos grandes; con Santiago del Estero: las Cruces grandes, que es arriba del pantano grande, encima de las tapias de Marchinsacati; con Córdoba: el Pozo redondo, que son los términos que Juan de Garay señaló; y con Buenos Aires: con los querandíes, que están en la mitad del camino de Buenos Aires, que es el riachuelo, que es abajo de la Matanza.
Debido a las inundaciones, se resolvió emplazar la ciudad en su lugar actual. Los primeros traslados de pobladores comenzaron a operarse aisladamente en 1651, pero hubo protestas y apelaciones a la decisión, por lo que, previas las construcciones del caso, la mudanza se concretó recién en 1661, oportunidad en la que se agrega el calificativo de la Vera Cruz al nombre de Santa Fe. Finalmente, la autorización real fue concedida por Real Cédula del 6 de agosto de 1670.

## Historia colonial
La Cédula Real del 16 de diciembre de 1617 dividió la región que se había atribuido al gobierno de Pedro de Mendoza, en dos: la Gobernación del Río de la Plata, con las Ciudades de Buenos Aires, Santa Fe, San Juan de Vera de las Corrientes y Concepción de Buena Esperanza y la Gobernación del Paraguay o del Guayrá, con las de Asunción del Paraguay, Guayrá, Villa Rica del Espíritu Santo y Santiago de Jerez.
Creado el Virreinato del Río de la Plata el 12 de agosto de 1776, con el dictado de la Real Ordenanza de Intendentes, del 28 de enero de 1782, Santa Fe quedó comprendida dentro de la Gobernación Intendencia de Buenos Aires como una tenencia de gobierno. Bajo su dependencia se hallaban en territorio santafesino los pagos de Coronda, Rosario y de los Arroyos, la reducción de San Javier y el fuerte de Rincón. En territorio entrerriano: la Bajada y Nogoyá.

## Desde la Revolución de Mayo
Después de la Revolución del 25 de mayo de 1810, el régimen de las Gobernaciones Intendencias se mantuvo y Santa Fe continuó dependiendo de Buenos Aires hasta el 26 de abril de 1815 cuando designó su propio gobernador.
El 5 de junio de 1810 llegó a Santa Fe el enviado de la Primera Junta de Buenos Aires, coronel José Espínola, entregando al teniente de gobernador Prudencio de Gastañaduy la comunicación de la instalación de la Junta tras la Revolución de Mayo, y pidiendo el nombramiento de un diputado. Se fijó la fecha del 9 de junio para celebrar un cabildo abierto para nombrar a éste, pero una disputa entre los partidarios de Juan Francisco Tarragona y de Francisco Candioti lo impidió. El 19 de junio, Mariano Moreno ordenó al teniente de gobernador Gastañaduy que viajara a Buenos Aires, quedando en su lugar provisoriamente el alcalde de primer voto Pedro Tomás de Larrechea y como comandante militar Melchor de Echagüe y Andía. El 10 de agosto de 1810 la Junta nombró como nuevo teniente de gobernador al coronel Manuel Ruiz.
El 22 de septiembre Manuel Belgrano recibió la orden de realizar una expedición militar al Paraguay, por lo que se le extendió autoridad sobre la jurisdicción de Santa Fe. Incorporó a la expedición el 1 de octubre a la Compañía de Blandengues de Santa Fe, compuesta por 40 soldados y 60 reclutas, y ordenó que se formara una segunda compañía con otros 100 hombres al mando del capitán Agustín Martín Dacosta. El 16 de octubre las fuerzas cruzaron a la Bajada (actual Paraná y entonces dependiente de Santa Fe).
El 18 de diciembre se reunió el cabildo abierto, que nombró diputado a Tarragona.
El 10 de febrero de 1811 se crearon las juntas provinciales, instalada por Ruiz en Santa Fe el 23 de julio de 1811, Estuvo constituida por: José Ignacio Echagüe y Francisco Alsogaray. El 14 de febrero de 1812 asumió como teniente de gobernador el teniente coronel Juan Antonio Pereira, quien por orden del Primer Triunvirato disolvió la junta provincial.
El 5 de diciembre de 1812 asumió como teniente de gobernador el coronel Antonio Luis Beruti.
El 27 de febrero de 1812 Belgrano estableció las baterías Libertad e Independencia a orillas del río Paraná, en Rosario e hizo jurar ese día por primera vez la bandera nacional a sus soldados.
El 3 de febrero de 1813 en las costas del Convento de San Lorenzo, el general José de San Martín libró su único combate en territorio argentino, que casi le cuesta la vida. En junio de 1813 se hizo cargo de la tenencia de gobierno Luciano Montes de Oca hasta febrero de 1814, cuando le siguió brevemente el coronel Ignacio Álvarez Thomas y el 9 de mayo Eustaquio Díaz Vélez.

## Autonomía provincial

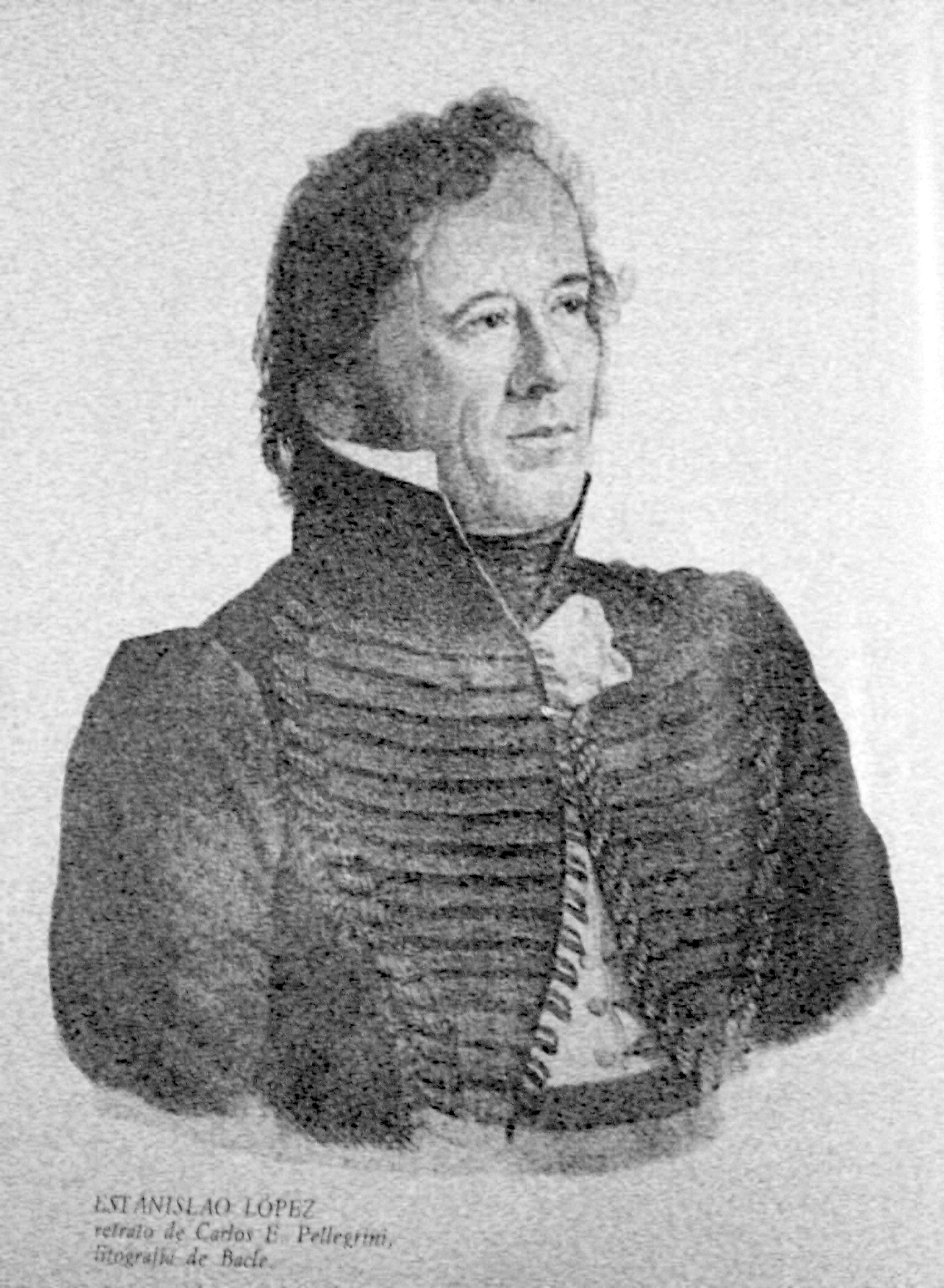
El Patriarca de la Federación es el prócer de la provincia

El 20 de marzo de 1815 las fuerzas artiguistas comandadas por Manuel Francisco Artigas, Eusebio Hereñú y la flotilla fluvial de Luis Lanché desembarcaron en Santa Fe; tres días después, Díaz Vélez abandonó la ciudad.
El 2 de abril — mientras el gobierno central de Carlos María de Alvear caía por la rebelión de Álvarez Thomas (a la sazón al mando de un ejército enviado hacia Santa Fe para combatir a José Gervasio Artigas) — el jefe de la milicia local, Francisco Candioti, se hizo cargo pacíficamente del gobierno por nombramiento del cabildo, iniciando así la era de Santa Fe como provincia autónoma. El 26 de abril de 1815, la elección de Candioti fue ratificada por una elección popular. Esta etapa fue corta, ya que Candioti estaba enfermo y el 25 de junio lo suplantó interinamente Pedro Tomás de Larrechea, falleciendo Candioti el 27 de agosto.
Durante el interinato de Larrechea llegó desde Buenos Aires a Santa Fe al frente de un Ejército de Observación de 3.000 hombres el general Juan José Viamonte, quien influyó para que el 2 de septiembre de 1815 el Cabildo santafesino restableciera la dependencia del gobierno de Buenos Aires, nombrando a Francisco Tarragona como teniente de gobernador.
Sin embargo, luego de la sublevación de Añapiré del 2 de marzo de 1816, los caudillos Mariano Vera y Estanislao López pusieron sitio a la ciudad, capitulando Viamonte el 21 de marzo. Depusieron al teniente de gobernador y proclamaron la soberanía de la provincia y su ingreso a la Liga de los Pueblos Libres, de Artigas. El 9 de abril de 1816 fue firmado el Pacto de Santo Tomé, entre las fuerzas artiguistas y el general Eustoquio Díaz Vélez. El 10 de mayo de 1816, Vera fue elegido gobernador y designó a López como comandante de armas.
- Wikisource contiene obras originales de o sobre Historia de la provincia de Santa Fe.

El 28 de mayo de 1816 se firmó un tratado entre representantes de Buenos Aires y de Santa Fe por el que se acordó que Buenos Aires reconocería la autonomía de Santa Fe, fijando el límite entre ambas en el arroyo del Medio:

Artículo 1°. Se reconocerá por Buenos Aires, libre e independiente a la provincia de Santa Fe, hasta el resultado de la Constitución que debe dar el Soberano Congreso. Su territorio queda demarcado en el Arroyo del Medio: le serán dependientes los fuertes de la Esquina y Melincué, y el de Mercedes si se justifica haver sido de esta jurisdiccion (...)

Tras derrotar sin lucha una revolución en su contra, Vera presentó la renuncia a su cargo el 14 de junio de 1818. Tras varios días de indefinición, López asumió como gobernador el 1 de julio de 1818, siendo ratificado como gobernador el 8 de julio de 1819.
En 1818, López dictó una constitución provincial de carácter fuertemente conservador, luego de rechazar un proyecto propuesto por una asamblea provincial. Durante las luchas civiles de 1820, las tropas santafesinas fueron decisivas en la derrota del ejército porteño centralista. Así, con el tiempo, López fue convirtiéndose en el Patriarca de la Federación, estableciéndose como referente del partido Federal hasta su muerte en 1838.
Tras la muerte de López fue su secretario y mano derecha, Domingo Cullen el elegido como gobernador. Sin embargo, al ser Cullen un potencial rival del gobernador bonaerense y encargado de las relaciones exteriores de la Confederación, Juan Manuel de Rosas, este buscó y consiguió su captura y fusilamiento tras la negociación de Cullen con las fuerzas francesas que bloqueban el puerto de Buenos Aires y por ende significaban una crisis para le economía exportadora de Santa Fe. De esta forma Cullen había desafiado la autoridad que Rosas deseaba significar, tras el derrocamiento , Rosas nombró al pro-rosista Juan Pablo López como gobernador. Este nuevo gobernador se mantuvo en el poder, alternándose con Pascual Echagüe, hasta la invasión de la provincia por el Ejército Grande de Justo José de Urquiza, en diciembre de 1851 y durante su mandato se adoptó una nueva Constitución Nacional, el 1 de mayo de 1853.
Luego de la Organización Nacional, la provincia vivió una era de paz, sólo alterada por fuertes contiendas electorales entre las dos corrientes políticas: la federal seguidora de Urquiza y la nacional o liberal seguidora de Bartolomé Mitre.
Una ley del 26 de octubre de 1883, durante el gobierno del presbítero Manuel Zaballa, amplió a 9 el número de departamentos, subdividiendo los 4 originales. El departamento La Capital se dividió en: La Capital y Las Colonias; el departamento Rosario se dividió en: Rosario, San Lorenzo y General López; el departamento San Jerónimo se dividió en: San Jerónimo e Iriondo; el departamento San José (hoy Garay) se dividió en: San José y San Javier.
Por la Ley Nacional N° 1.894 del 13 de noviembre de 1886, se aprobó el Convenio de Límites Interprovincial, firmado el 15 de setiembre de ese año en Buenos Aires, entre las provincias de Santa Fe y de Santiago del Estero que delimitó completamente las fronteras entre ambas y extendió el territorio de Santa Fe hasta el paralelo de 28°S, a expensas del Territorio Nacional del Chaco.
Una ley del 31 de diciembre de 1890 elevó a 18 el número de departamentos:
- La Capital (se subdividió en: La Capital, San Justo, Vera)
- Las Colonias (se subdividió en: Las Colonias, Castellanos, San Cristóbal)
- San Javier (se subdividió en: San Javier, Reconquista)
- San Jerónimo (se subdividió en: San Jerónimo, San Martín)
- Iriondo (se subdividió en: Iriondo, Belgrano)
- San Lorenzo (se subdividió en: San Lorenzo, Caseros)
- General López (se subdividió en: General López, Constitución)
- San José: pasó a denominarse Garay
- Rosario

## sigloXX
El 30 de octubre de 1907 se creó el Departamento 9 de Julio con partes de los de Vera y San Cristóbal.
La hegemonía política de los conservadores fue retada por la formación de nuevos partidos políticos: la Unión Cívica Radical y el Partido Demócrata Progresista, surgido desde la Liga del Sur, comandada por el rosarino Lisandro de la Torre. Asimismo fue de gran importancia nacional, en 1912, la creación de la Federación Agraria Argentina, a partir del Grito de Alcorta, por el pueblo santafesino de Alcorta, que reunió a los chacareros (productores agrícolas pequeños y medianos).
Con la reforma de la ley electoral en 1912 (Ley Sáenz Peña), Santa Fe fue la primera en aplicarla en sus elecciones de 1912, que dieron el triunfo por primera vez a la UCR, la cual gobernó hasta el golpe de 1930. En 1932 llegó al gobierno el PDP, con Luciano Molinas como gobernador.

La ley nacional 22.067 del 5 de septiembre de 1979, dispuso que el límite este se apoye en el canal de navegación del río Paraná, debido a ello, numerosas islas pasaron a la jurisdicción de Santa Fe, entre ellas: isla de los Pájaros, isla Pelada, isla Larga, isexiste la disputa sobre la isla "El Banquito", situada frente al puerto de Rosario.

## sigloXXI
Tras la recuperación de la democracia, en 1983, la provincia fue gobernada por el peronismo. No obstante que en las elecciones del año 2003 el candidato más votado fue el socialista Hermes Binner, no llegó al poder por ley electoral llamada Ley de lemas. Esta ley permitía que varios candidatos de un mismo partido se presentaran al mismo tiempo y luego llegaba al poder el candidato más votado dentro del partido (lema) que sumó más votos en el total general. Fue derogada en el año 2004 por el gobernador Jorge Obeid.
Ya sin la Ley de Lemas, en las elecciones del 2 de septiembre de 2007, Hermes Juan Binner, del Frente Progresista Cívico y Social, obtuvo la gobernación con el 48,6 % de los votos (856.641 votos) venciendo al candidato oficialista Rafael Bielsa (Frente para la Victoria) que obtuvo el 38,79 % de los votos (683.659 votos). Binner es el primer gobernador socialista de la historia argentina y es el primero que pertenece a un partido diferente al Partido Justicialista luego de 24 años de gobierno consecutivos en Santa Fe.